# 細身鏢鱸
細身鏢鱸為輻鰭魚綱鱸形目鱸亞目河鱸科的其中一種，分布於美國密西西比河流域，體長可達6公分，棲息在流動緩慢、植被生長、泥底質的溪流、水塘。